# Động đất Nankaidō 1946
Động đất Nankaidō 1946 (昭和南海地震 Shōwa Nankai jishin) là trận động đất xảy ra lúc 4:19 (JST), ngày 21 tháng 12 năm 1946. Trận động đất có cường độ 8.0 richter, tâm chấn độ sâu khoảng 24 km. Trận động đất đã gây ra sóng thần lớn. Hậu quả trận động đất đã làm 1.330 người chết.